# MAP1S
MAP1S‏ (Microtubule associated protein 1S) هوَ بروتين يُشَفر بواسطة جين MAP1S في الإنسان.

## التفاعل
لقد ثبت أن MAP1S يتفاعل مع RASSF1.